# 华中银行
华中银行是抗日战争和第二次国共内战时期存在于华中地区的一家银行，由中国共产党领导的地方政权建立，为发钞行。其发行的钞票称为华中币。

## 创建
1944年起，新四军对华中日伪军发起反攻，苏北、苏中、淮北、淮南等抗日根据地逐渐连成一片。1944年底，中共华中局决定统一银行发行的货币。1945年8月1日，根据新四军部命令：“成立华中银行，并授权发行华中券”。
华中银行总行行长陈穆，副行长徐雪寒、龚意农，秘书长孙更舵。总行设在盱眙县张公铺。下设：
- 发行局
- 业务局
  - 淮阴裕大钱庄:办理对国统区的汇兑[1]
- 稽核局
- 营业部
- 直属清江支行
  - 华丰钱庄
- 汇通盐号：华中银行与两淮盐务局共同组织运销机构，专门负责向江南运销食盐
- 华中印钞厂管理处
- 华中银行一分行：原江淮银行
- 华中银行二分行：原江淮银行，设在高邮。行长邓克生。
- 华中银行三分行：淮南银行
- 华中银行五分行：盐阜银行
- 华中银行六分行：淮海银行
- 华中银行七分行：淮北地方银号。

华中银行共计辖7个分行、19个支行、39个办事处、五个工厂，其中三个印钞厂，一个造纸厂，一个修配厂（又叫铁工厂）。
1945年11月苏皖边区政府成立，华中银行隶属边区政府。华中币与各地抗币等价混合流通，不受地域限制。各公营机构都收用华中币。
1946年春，华中银行两次把各行的库存黄金、银元集中到总行解送山东黄河以北的大后方。1946年12月华中银行总行北撤山东，1947年1月底与北海银行合并办公。华中银行苏中办事处坚持敌后留守。1947年4月1日华中银行总行与北海银行总行在组织机构上统一合并，但仍然保留两个银行的名义。1947年8月16日陈穆接替艾楚南继任北海银行行长，副行长洒海秋。
1947年10月华中银行总行南下，1947年11月22日华中银行总行在苏北射阳县复建，行长忻元锡，副行长邓克生、孙更舵。1948年9月华中银行总行随军前移，金库设在（宿迁）王集东、西村70间空房里。渡江战役前，总行设在泰州的三野前指附近。

## 解放区货币统一
随着国共内战的发展，共产党逐渐占领整个中国北方，华北与山东两大中共解放区完全连成片，南下的北方野战部队、地方武装和民工随身携有各解放区的货币，如晋察冀边币、中州币、北海币等。因此自1948年10月5日起，北海币与冀南银行发行的冀南币、晋察冀边区银行发行的边币，在华北与山东两地区准许按固定比价相互流通，北海币与冀南币比价1：1，北海币与晋察冀边币比价1：10。
1948年11月13日起，北海币在华中各解放区内以1：1的比值与华中币混合流通，15日华中银行停止发行纸币，并逐渐收回华中币，北海币成为山东解放区和华中各解放区的法定货币。
1948年12月26日，淮海战役总前委召开联合支前会议，研究了战区货币的流通问题，提出在华中地区北海币与华中币等值流通；华中币在中原地区也不流通；华中币1元可兑中州币五元。
1949年2月根据华东局指示，参加渡江战役的南下部队及地方人员一律携带人民币或华中币。 

## 结束
为进一步统一货币，华北银行、北海银行、西北农民银行于1948年12月1日合并为中国人民银行，以华北银行为总行，发行新币人民币，同时收兑各解放区货币。人民币对华中币的比价为1：100。华中银行撤销，改组为中国人民银行上海分行。华中银行共发行华中币3148亿元;发放农业、工商业等各类贷款26亿元。华中币伍角、壹元、贰元、伍元、拾元、贰拾元、伍拾元、壹佰元、贰百元、伍百元、壹千元、贰千元、伍千元共13种不同面值的货币，大的版别51种，细微版别达70余种（其中含有一部分未发行票样）。另外，还发行有一定数量的流通券、本票、公债券等。